# Tongemisch
Als Tongemisch bezeichnet die physikalische Akustik gemäß DIN 1320 einen Schall, der sich aus Tönen beliebiger Frequenz zusammensetzt. Mit Ton sind dabei die akustischen Repräsentationen reiner Sinusschwingungen, sogenannte Sinustöne gemeint. Rauschen oder das Geräusch sind komplexe Sonderformen eines Tongemisches. Stehen Teiltöne in einem harmonischen Verhältnis zueinander, spricht man von einem Klang.
Das reine Tongemisch, verstanden als theoretisch-physikalisches Konzept, dient als Beschreibungskategorie für die Analyse von Schallereignissen. So lässt sich in der musikalischen Akustik beispielsweise sagen, dass dreidimensional schwingende Körper wie Glocken, Platten und Stäbe eher Tongemische abstrahlen, während bei schwingenden Saiten und Pfeifen eher Klänge entstehen.
In der elektronischen Musik ist das Tongemisch als elektronisch synthetisiertes Audiosignal von Bedeutung. Durch technische Mittel ist es möglich, statische Tongemische herzustellen, die nicht an einen natürlichen Zeitverlauf gebunden sind – was bei klassischen natürlichen Musikinstrumenten nicht vorkommt. Gleichzeitig lassen sich die Signale technisch mit einer künstlichen Hüllkurve versehen, um z. B. den Zeitverlauf natürlicher Instrumente zu imitieren oder bewusst ungewöhnliche Zeitverläufe herzustellen. Außerdem können auch andere Parameter des Tongemischs kontinuierlich geändert werden, z. B. das Lautstärkeverhältnis der Teiltöne zueinander oder deren Frequenzen.
Der Komponist Herbert Eimert, der sich in den 1950er Jahren im Kölner Studio für elektronische Musik intensiv mit den Möglichkeiten auseinandersetzte, wie sich Klangfarben „komponieren“ ließen (siehe Klangkomposition), beschrieb Tongemische als „eine völlig neue Dimension des Kompositorischen. In ihm scheinen sich übrigens die vielen und nie bewältigten Widersprüche der sogenannten Atonalität endlich zu lösen.“ (Herbert Eimert: Einführung in die Elektronische Musik) Die Kompositionspraxis grenzt daher Tongemische in erster Linie von Akkorden ab. Verglichen mit Akkorden hätten Tongemische einen höheren Verschmelzungsgrad, würden also nicht als Einzeltöne, sondern als einheitlicher Klang, als „globales Phänomen“ wahrgenommen.
Zwischen Klängen und Akkorden auf der einen Seite (also Schallereignissen, die auf harmonischen Frequenzverhältnissen beruhen) und den unharmonischen Tongemischen andererseits besteht ein fließender Übergang. Je nachdem, wie stark die Teiltöne eines Tongemisches von dessen idealen harmonischen Frequenzwerten abweichen, spricht man von „angenähert harmonischen“ oder „geringharmonischen“ Schallsignalen. Herbert Eimert sah gerade in diesem Spannungsfeld kompositorisches Potential. Mit solchen Tongemischen arbeitet z. B. auch der Komponist Karlheinz Stockhausen in seiner Studie II. Stockhausen war Eimerts Nachfolger als künstlerischer Leiter des Kölner Studios für elektronische Musik.
In anderen Kontexten (z. B. in der Medizin) wird der Begriff Tongemisch auch in einem allgemeineren Sinne für komplexe Schallereignisse verwendet. (Vergleiche z. B.)